# Baritone
 For alternative betydninger, se Baryton (flertydig). (Se også artikler, som begynder med Baryton)
En baritoneguitar er en guitar, der skal frembringe dybere toner (derfor baritone) end almindelige guitarer og således har specielle specifikationer. Eksempelvis er gribebrættet ca. 27" frem for de sædvanlige 24-25". Der findes baritone-udgaver af fx den populære Gibson Les Paul, og ESP fremstiller også en række baritone-modeller.
Baritoneguitarer er som regel også stemt i B-E-A-D-F#-B frem for den sædvanlige E-A-D-G-H-E.
Et alternativ til en baritoneguitar, når man vil have meget dybe toner, er at bruge en syv-strenget guitar, som stemmer B-E-A-D-G-H-E.